# Synagoge (Modena)

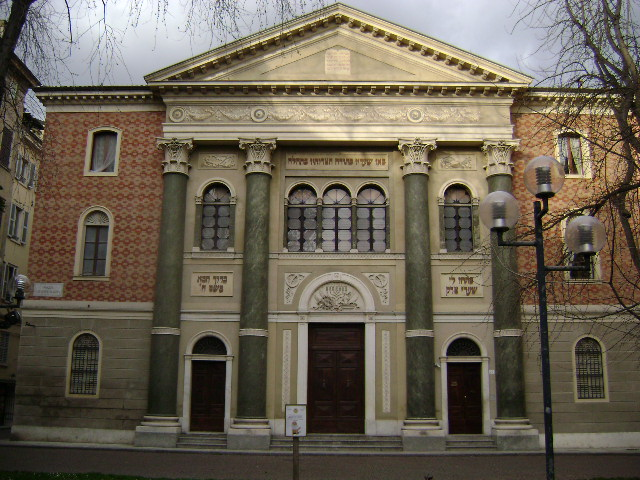
Synagoge in Modena

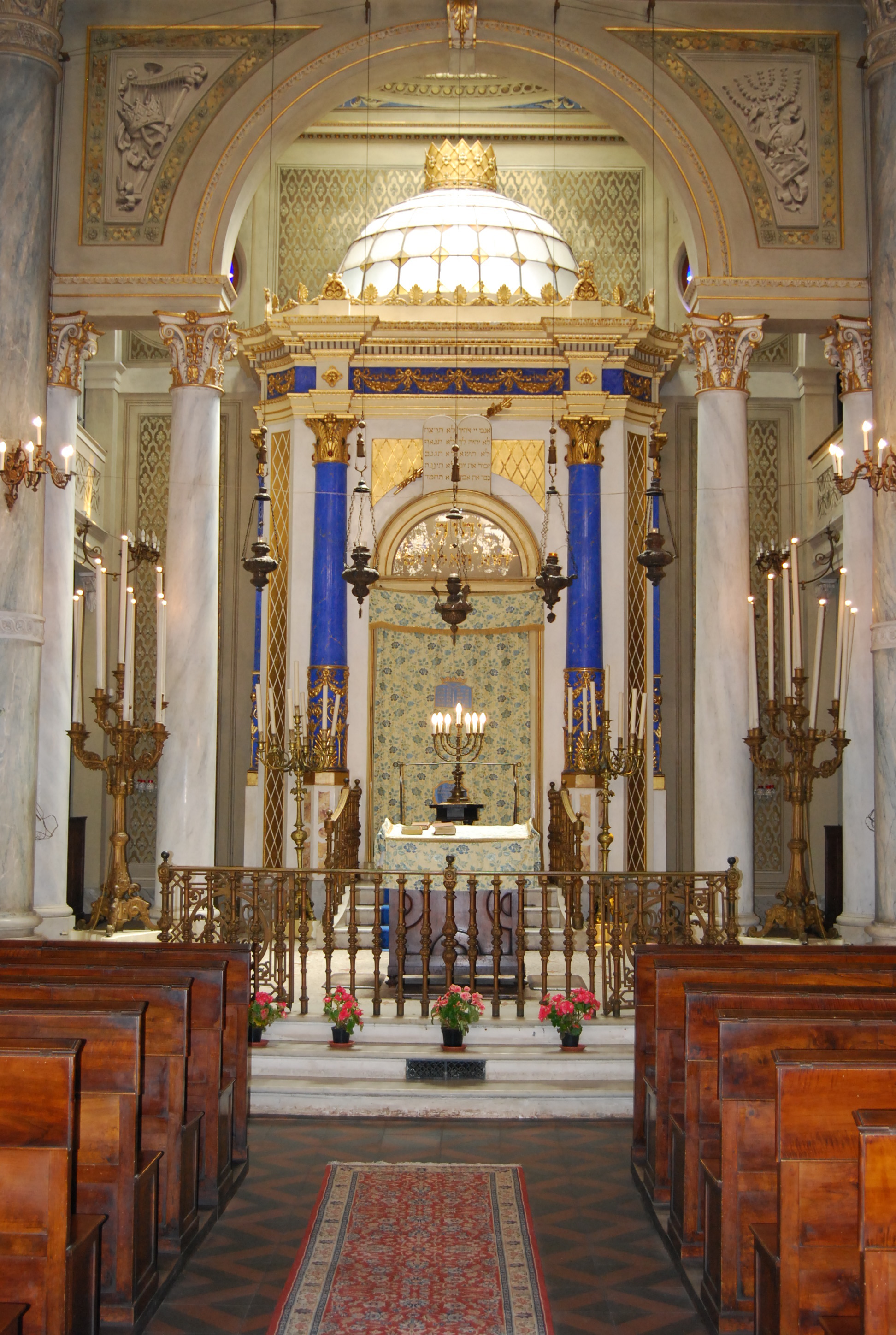
Innenansicht

Die Synagoge in Modena, einer Stadt in der norditalienischen Region Emilia-Romagna, wurde von 1869 bis 1873 errichtet. Die Synagoge befindet sich an der Piazza Giuseppe Mazzini.
Das Bauwerk wurde nach Plänen des Architekten Ludovico Maglietta errichtet. Die Innendekoration wurde von Ferdinando Manzini gestaltet. Die Fassade zum Platz ist mit einem Dreiecksgiebel, der auf vier Säulen ruht, geschmückt. Drei Portale führen ins Innere. Über der Portalzone geben fünf Rundbogenfenster der Synagoge Tageslicht.